# ميلتون كوغزويل
ميلتون كوغزويل هو سياسي أمريكي، ولد في 4 ديسمبر 1825 في نوبلسفيل في الولايات المتحدة، وتوفي في 20 نوفمبر 1882 في واشنطن العاصمة في الولايات المتحدة.